# モデル・エンジニアリング
モデル・エンジニアリング(Model engineering)とはミニチュアの機械を製作する趣味または技術・仕事である。また、用語の妥当性については意見が分かれている。ある者は'エンジニア'たる者はプロフェッショナルであるべきである。一方、'エンジニア'の歴史的意義を再認識すべく趣味として発動機や作動する機械を製作する事だという。
アメリカではhome shop machinistと同義語として扱われる。
'クラシック'の分野の代表はライブスチーム(一般的には蒸気機関車、定置式発動機、トラクションエンジン)、内燃機関、時計製作である。他に人気のある分野ではスターリングエンジン、模型の機械工具や装飾加工である。
モデルエンジニアは一般的には金属で模型を制作する。これらは金属の素材と鋳造品から機械加工される。モデルエンジニアは通常は市販されている設計図を使用してそれを参照して模型を製作する。一方、一部の人々は彼ら自身で設計図を描くか設計図を使用せずに製作する。いくつかの組み立てキットが入手できるがそれらは種類が限られ、一般的には高価である。

## モデルエンジニアリングキット
モデルエンジニアリングに用いる材料などは「キット」として一そろいになったものが市販されている。キットは「未加工」または「機械加工済み」の二つに分けられる。
未加工のキットは設計図、鋳造品などの金属素材、その他の素材と必要なナット、ボルトなどで構成される。素材は旋盤、ドリル、フライス盤などを用いた機械加工による寸法合わせや穴あけが必要であり、機械加工に関する一定水準の知識がキットの完成に必要である。
機械加工済みのキットは成型済みの部品が揃っていて機械加工は必要ない。組み立て、塗装するだけで完成する。キットは素材、圧力等、通常、完成に必要なすべての部品によって構成される。これらのキットは作業量が未加工のキットよりも少ないがとても高価である。また生産数が少なく高価なため入手性は限られる。

## モデルエンジニア達
歴史的には優れた業績をあげた数人の先達がいる。ヘンリー・グリーンリー、Edgar T. Westbury、 "LBSC" (Lillian "Curly" Lawrence)、Martin Evans や "ターバル・ケイン" (Tom D. Walshaw)の名が挙げられる。
現在、活躍中のモデルエンジニアではチェリー・ヒル, ジェラルド・ウィングローブとバリー・ジョーダンの名が挙げられる。

## 工具
モデルエンジニアリングに使用される工具として旋盤、フライス盤、シェーパーとボール盤がある。